# Arroyo de Limón, Guerrero
Arroyo de Limón är en ort i Mexiko.   Den ligger i kommunen San Marcos och delstaten Guerrero, i den södra delen av landet, 290 km söder om huvudstaden Mexico City. Arroyo de Limón ligger 60 meter över havet och antalet invånare är 510.
Terrängen runt Arroyo de Limón är kuperad åt nordväst, men åt sydost är den platt. Runt Arroyo de Limón är det ganska glesbefolkat, med 34 invånare per kvadratkilometer. Närmaste större samhälle är Las Vigas, 5,2 km sydost om Arroyo de Limón. I omgivningarna runt Arroyo de Limón växer huvudsakligen savannskog.